# Dipelicus integriceps
Dipelicus integriceps är en skalbaggsart som beskrevs av Leon Fairmaire 1877. Dipelicus integriceps ingår i släktet Dipelicus och familjen Dynastidae.

## Underarter
Arten delas in i följande underarter:
- D. i. ritsemae
- D. i. monotuberculatus